# Alex Cobb
Alexander Miller Cobb (Boston, 7 ottobre 1987) è un giocatore di baseball statunitense, lanciatore partente per i San Francisco Giants nella Major League Baseball.

## Carriera professionistica

### Baltimore Orioles (2011-2020)
Alex venne selezionato nel 2006 al 4º giro del draft amatoriale della MLB dai Tampa Bay Devil Rays come 109ª scelta.
Ha debuttato nella MLB il 1º maggio 2011, al Tropicana Field di St. Petersburg contro i Los Angeles Angels. Nel suo anno da rookie ha giocato nelle file dei Tampa Bay Rays in tutto 9 partite, con un bilancio di 3 vittorie e 2 sconfitte registrate in 52.2 inning lanciati.
Oltre al bilancio positivo di vittorie, Alex ha messo a referto 37 strikeout concedendo agli avversari 3.42 punti a partita.
Nella stagione 2012 superò la concorrenza di Wade Davis e Jeff Niemann come quinto partente dei Rays giocando in tutto 23 presenze con un bilancio vittorie-sconfitte favorevole di 11-9.
Oltre al bilancio positivo di vittorie che si attestò a una percentuale di vittorie del 55%, Alex ha messo a segno 106 Strikeout concedendo agli avversari 4.03 punti a partita (ERA).
Il 23 agosto 2012 ha completato il suo primo shutout contro gli Oakland Athletics.
Il 14 giugno 2013, durante una partita contro i Kansas City Royals, viene colpito da una palla battuta da Eric Hosmer durante il quinto inning. Cobb viene portato fuori in barella dal campo da gioco, e portato in ospedale, dove gli verrà diagnosticata una frattura al cranio.
Prima dell'inizio della stagione 2015, Cobb è stato inserito nell'elenco degli infortunati per 15 giorni a causa di una tendinite all'avambraccio destro. Il 5 maggio 2015 è stato rivelato che al suo gomito è stata diagnosticata una lesione parziale del legamento collaterale ulnare. Tre giorni dopo, è stato annunciato che sarebbe stato sottoposto al Tommy John surgery, saltando quindi l'intera stagione 2015.
Il 20 marzo 2018, Cobb firmò un contratto di 4 anni del valore di 57 milioni di dollari, con i Baltimore Orioles.

### Los Angeles Angels (2021)
Il 2 febbraio 2021, gli Orioles scambiarono Cobb con i Los Angeles Angels per Jahmai Jones. Gli Orioles accettarono inoltre di pagare parte del rimanente contratto stipulato con il giocatore nel 2018.

### San Francisco Giants
Il 30 novembre 2021, firmò un contratto biennale dal valore complessivo di 20 milioni di dollari con i San Francisco Giants, con un'opzione della franchigia di 10 milioni per la terza stagione.

## Palmarès
- Giocatore della settimana: 1

AL: 23 settembre 2013
- Mid-Season All-Star della South Atlantic League: 1

SAL: 2008